# Brookton
Brookton – miasto w Australii, w stanie Australia Zachodnia.